# Bagad de Lann-Bihoué
Vous lisez un « bon article » labellisé en 2012.
Pour la chanson concernant ce bagad, voir Le Bagad de Lann-Bihoué.
Le bagad de Lann-Bihoué est un ensemble de musique bretonne, un bagad, de la marine nationale française. Cette formation représente la Marine nationale et la France dans diverses manifestations nationales et internationales. Elle a joué à plusieurs reprises dans le cadre de ses activités devant des chefs d’État. Il est une source d'influence culturelle en Bretagne comme dans le reste de la France.
Il a vu le jour en 1952 sur la base d'aéronautique navale de Lann-Bihoué près de Lorient. Après avoir frôlé la dissolution à deux reprises en 1969 et en 2000, il connaît en 2001 une étape de consolidation en devenant une organisation de professionnels sous contrat (avant 2001, le bagad était composé principalement de conscrits au service militaire). Le bagad a enregistré une quinzaine d'albums lors de ses soixante ans d'existence et participé à plusieurs morceaux ou albums d'autres artistes.
Les trente sonneurs, qui signent un contrat d'un an renouvelable trois fois, écrivent et arrangent eux-mêmes les 90 minutes du répertoire du bagad, en apportant toute leur personnalité et leurs connaissances dans leur terroir de prédilection, ou dans un style de musique particulier.

## Historique

### Débuts

#### Création
La création du Bagad de Lann-Bihoué intervient à un moment où les bagadoù sont lancés en Bretagne en regroupant des sonneurs dans des groupes instrumentaux. Celui de la base d'aéronautique navale de Lann-Bihoué intervient par hasard à la fin du mois août 1952 lorsqu'un sonneur y travaillant joue de son instrument à l'occasion d'une soirée. Un groupe informel se constitue alors. Le commandant de la base, le capitaine de vaisseau Thabaud, présente à l'amiral Galleret une demande d'autorisation de création du groupe, acceptée par ce dernier.
Le recrutement se fait dans un premier temps parmi les marins de la base et parmi les appelés du contingent. Ils jouent pendant leur temps libre. Des civils venant des villes environnantes se joignent aussi à celui-ci au titre de formateurs. Les répétitions ont lieu sur la base ainsi que dans plusieurs lieux à Lorient comme le cercle Brizeux ou l'espace sportif du Moustoir et la première représentation publique a lieu à Scaër en 1953 pour le carnaval de Mi-Carême.

#### Structuration

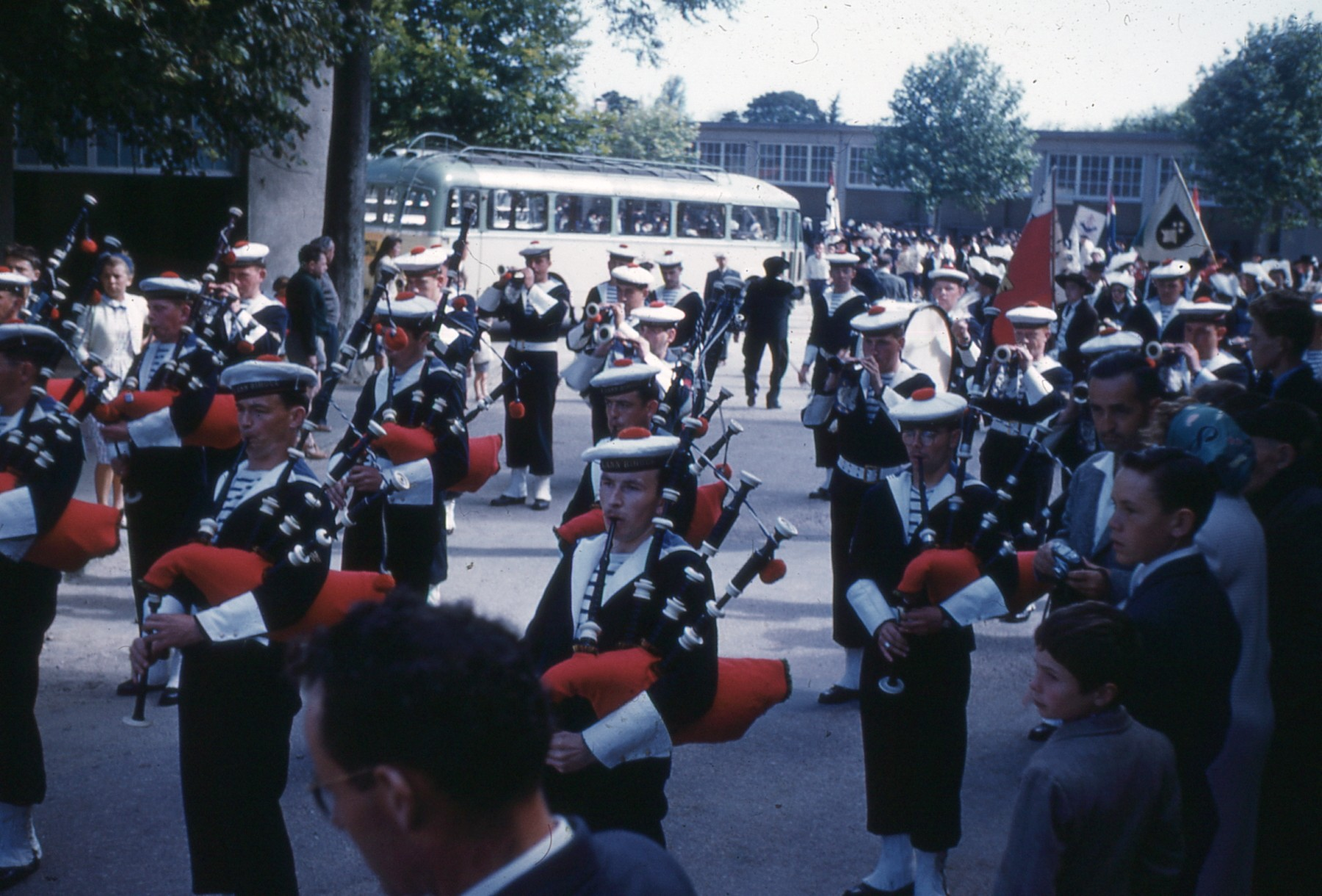
Le bagad à Saint-Malo en 1958.

Le 11 septembre 1956, le secrétaire d'État aux forces armées pour la marine approuve la création du bagad et lui confère un début de statut. Les membres appartiennent à différents services de la base et jouent le week-end en service commandé, ce qui leur octroie 48 heures de repos à l'issue de celui-ci. Cette spécificité commence à poser des problèmes de moyens humains à la base, les musiciens ne pouvant pas travailler en début de semaine.
Le renouvellement des musiciens et le recrutement de ceux-ci sont aussi problématiques à l'époque. De 30 membres en 1958, le groupe passe à 21 membres au 1er février 1959, puis à 15 membres au 1er août de la même année, puis à 14 membres au 10 août. Pour pallier ce problème, la marine prend contact avec Polig Monjarret qui dirige alors Bodadeg ar Sonerion afin de mieux faire connaître auprès des sonneurs la façon d'intégrer le groupe.

#### Tentative de dissolution
À mesure que ses activités augmentent, le bagad nécessite une logistique et un budget en proportion. Le 17 octobre 1969, le chef d'état-major de la marine, l'amiral André Patou, décide de le dissoudre en agissant par délégation de Michel Debré, le Ministre d'État chargé de la Défense nationale, alors en train de revoir les crédits de la Marine,. La dissolution doit intervenir pour le 1er novembre 1969.

« Que l'on fasse défiler une dernière fois le bagad dans les rues de Lorient et 50 000 Lorientais seront là pour l'applaudir. Ce sera leur façon à eux d'exprimer leur sentiment. »

— Yves Allainmat
L'opposition à cette décision est forte en Bretagne. Le penn-sonneur du groupe, Marcel Faure, passe outre la hiérarchie militaire et écrit à quatre ministres pour faire état de la situation. Le maire de Lorient Yves Allainmat exprime son opposition et le député de la ville Roger de Vitton est reçu par le ministre de la défense le 4 novembre. Polig Monjarret, le président de la Bodadeg ar Sonerion, appelle les bagadoù bretons à venir défiler devant la base. Des ministres bretons comme René Pleven, Edmond Michelet et Raymond Marcellin sont reçus par le ministre de la défense pour défendre l'existence du groupe.
La suspension de la dissolution est rendue publique par le préfet du Morbihan le 4 novembre au soir. Pourtant, plusieurs mesures sont prises pour limiter la visibilité du bagad : le groupe est réduit à 23 musiciens, les représentations sont limitées sauf autorisation expresse à la Bretagne et celles à l'étranger sont d'office exclues. Le groupe doit se limiter à arborer le pavillon français et non celui de la base d'aéronautique navale de Lann-Bihoué. Dès le 26 juillet 1972 l'état-major de la marine décide d'une hausse des effectifs du groupe et dix matelots supplémentaires sont intégrés.

### Développements

#### Période d'instabilité

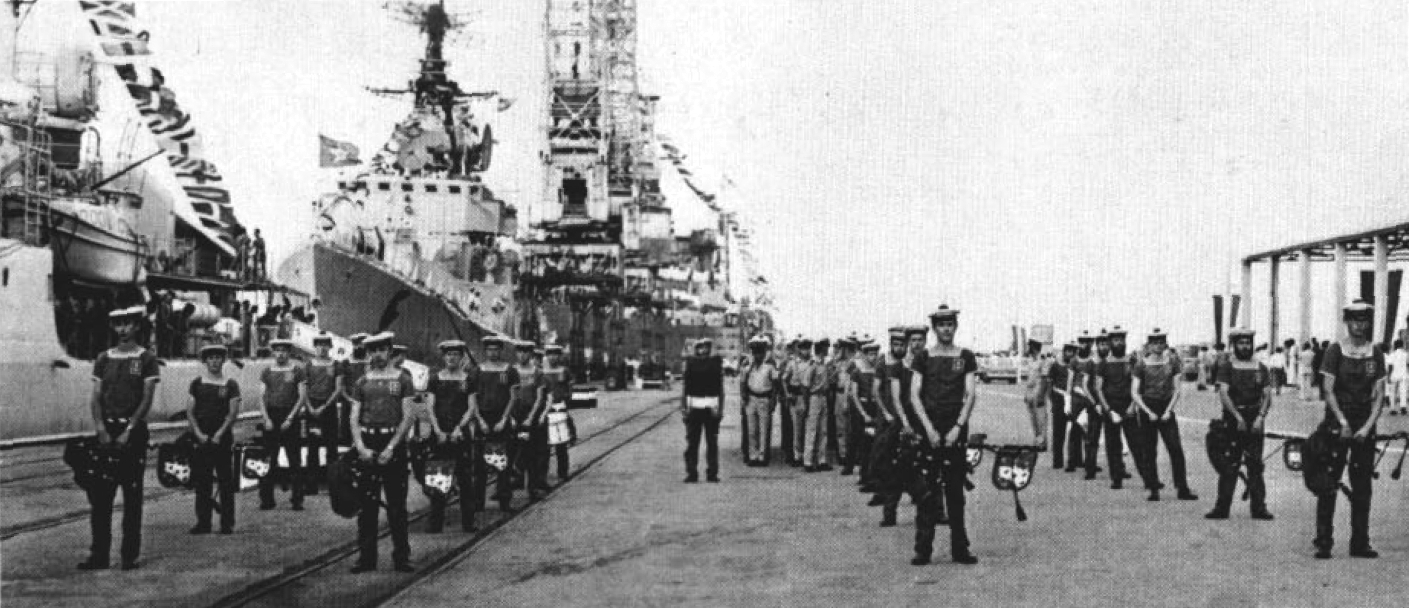
L'ensemble en 1973 à Massaoua, alors port de l'Empire éthiopien.

Le bagad connaît pendant les années 1970 une période d’instabilité dans sa direction. Le maître-principal Faure, qui dirige le groupe depuis 1962, part en retraite le 4 mars 1973. Six personnes lui succèdent, sans rester plus de deux années en poste, jusqu'à l'arrivée du maître-principal Peron en 1985. Aux tensions existantes dans la gestion du personnel avec la base d'aéronautique navale s'ajoutent des problèmes de discipline que les responsables successifs du groupe n'arrivent pas à régler, ce qui fait resurgir l'intention de le dissoudre.
À partir de 1976, les statuts du bagad sont revus. Celui-ci est constitué en compagnie lors de sa saison de représentations de mars à octobre et ses hommes ne sont plus extraits de différents services de la base. Le 6 avril 1984, le groupe récupère ses locaux définitifs au bâtiment 29 de la base d'aéronautique navale, avec en contrepartie la charge de « la sauvegarde et de la nourriture des canards » présents sur celle-ci.
Le bagad doit aussi faire face à la montée en puissance du bagad de la Lande d'Ouée, du 41e régiment d'infanterie, à partir de 1984 qui prélève une partie des sonneurs faisant leurs services militaires et qui est alors favorisé par la Bodadeg ar Sonerion. Le bagad ne parvient à atteindre ses effectifs maximaux qu'en 1986.

#### Un groupe incontournable
À partir de la seconde moitié des années 1980, le groupe gagne en importance. Son statut est une nouvelle fois revu en 1989 et il devient autonome, distinct de la base d'aéronautique navale de Lann-Bihoué. Ses hommes ne sont plus rattachés aux services techniques de la base.
Sa visibilité augmente et il est invité par le président français François Mitterrand pour le Noël de l’Élysée en 1986, puis pour le défilé militaire du 14 Juillet en 1991. Le président suivant, Jacques Chirac, l'invite de nouveau pour le défilé de 1999, ainsi que pour l'inauguration de l'année de la France à Tokyo en 1998. Le groupe devient un outil de représentation de la Marine nationale et de la France à l'étranger.
La présence du groupe dans les médias devient plus importante. Il édite à Quimper un premier CD en 1989. La même année, il participe à l'émission de télévision « Champs Élysées » de Michel Drucker, en compagnie d'Alain Souchon. En 1997, il compose une partie de la bande-son du téléfilm Entre terre et mer et plusieurs de ses membres y participent en tant que figurants.

#### Après la professionnalisation des armées

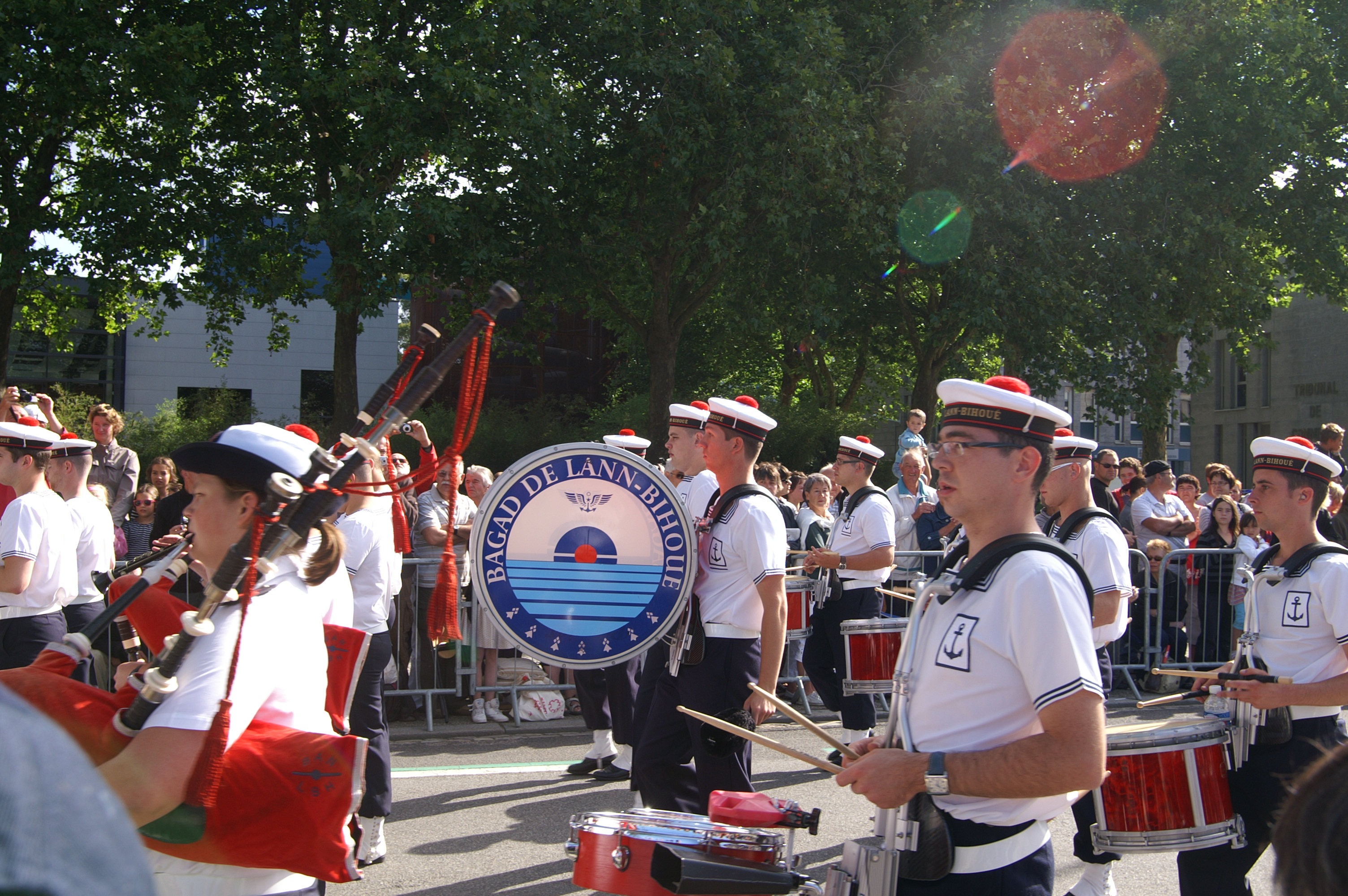
Le bagad lors du festival interceltique de Lorient en 2011.

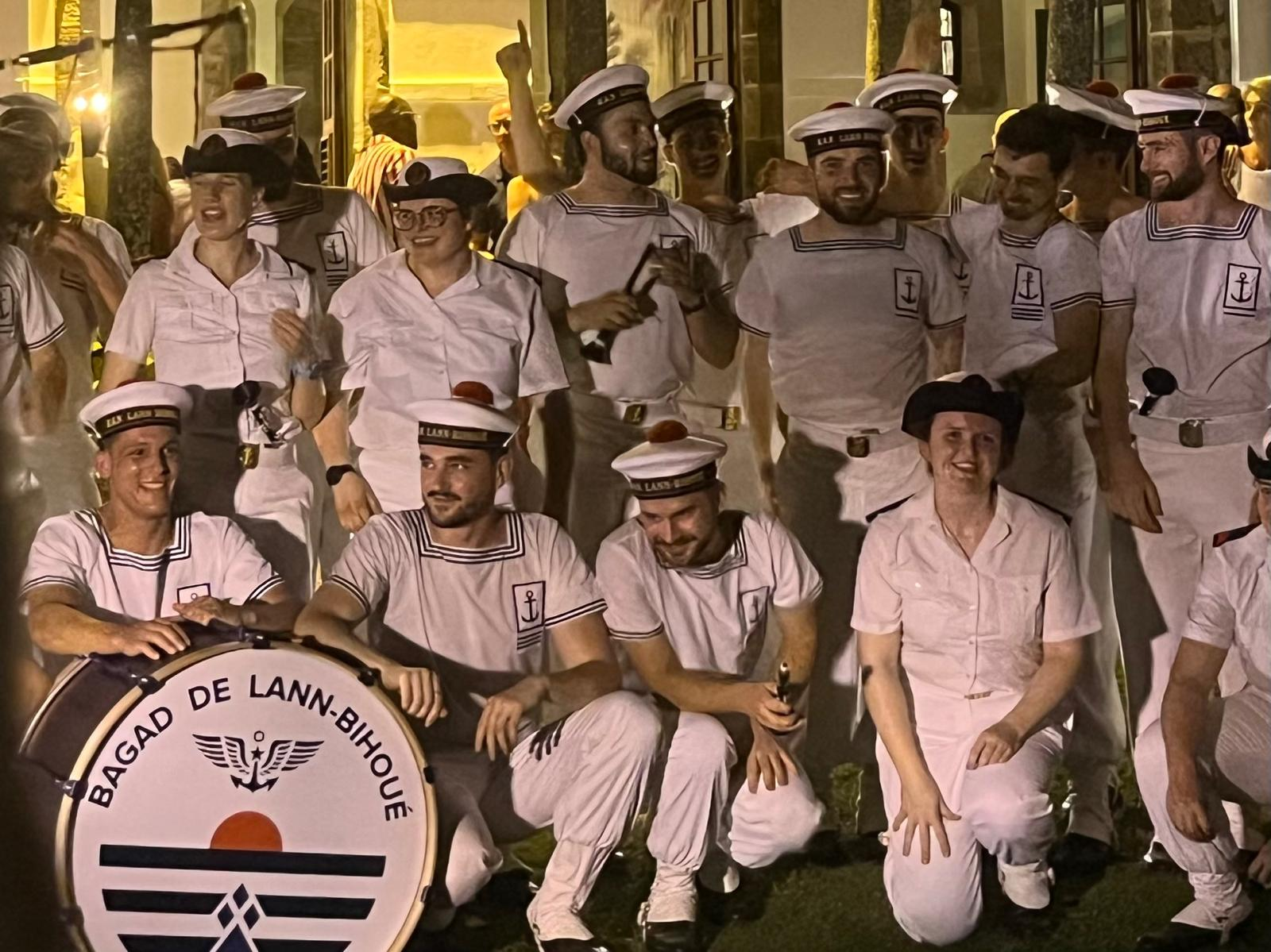
Le bagad en Martinique en 2025.

L'armée française connaît une phase de réorganisation importante au début du 1er mandat de Jacques Chirac. Celle-ci concerne le bagad. La baisse globale du budget de l'armée remet en cause l’existence même de celui-ci. Plusieurs hommes politiques de la région comme le député Jean-Yves Le Drian, le président du conseil régional Josselin de Rohan, ou encore le maire de Redon Alain Madelin interviennent. Le maintien du groupe est obtenu au parlement en 1998.
La suspension de la conscription à compter de septembre 2000 entraîne une difficulté de recrutement puisque le bagad ne peut plus compter sur les appelés du contingent. Les musiciens sont alors recrutés comme des engagés de spécialité « musicien de la flotte » (MUSIF), avec un contrat d'une année, renouvelable trois fois, soit quatre années en tout. Après le départ des derniers appelés, le groupe compte seulement 13 membres. La mixité est introduite et en 2001 le groupe compte quatre musiciennes, puis cinq autres l'année suivante.

## Fonctionnement

### Recrutement
Le recrutement du bagad se fait principalement parmi les bagadoù de Bretagne et d'ailleurs la plupart des musiciens sont bretons. Les candidats présentent préalablement un dossier au bureau d'information des carrières de la marine, le plus proche qui fait passer des tests écrits, un entretien et une visite médicale, procédure de recrutement commune à toutes branches de la marine. Courant septembre, une audition et un deuxième entretien se tiennent dans les locaux du bagad, à Kerbagad, à la base de Lann Bihoué. En 2011, le taux de sélection est d'une place pour quatre postulants. Début novembre, les candidats retenus passent cinq semaines à l'école des fusiliers marins de Lorient où ils font leurs classes, c'est-à-dire l'apprentissage de la vie militaire élémentaire, dans la marine nationale. L'arrivée au bagad se déroule à la mi-décembre.
En 2012, plus de 1 800 musiciens sont passés par le bagad et environ 10 % d'entre eux ont poursuivi ensuite dans l'armée,.

### Structure

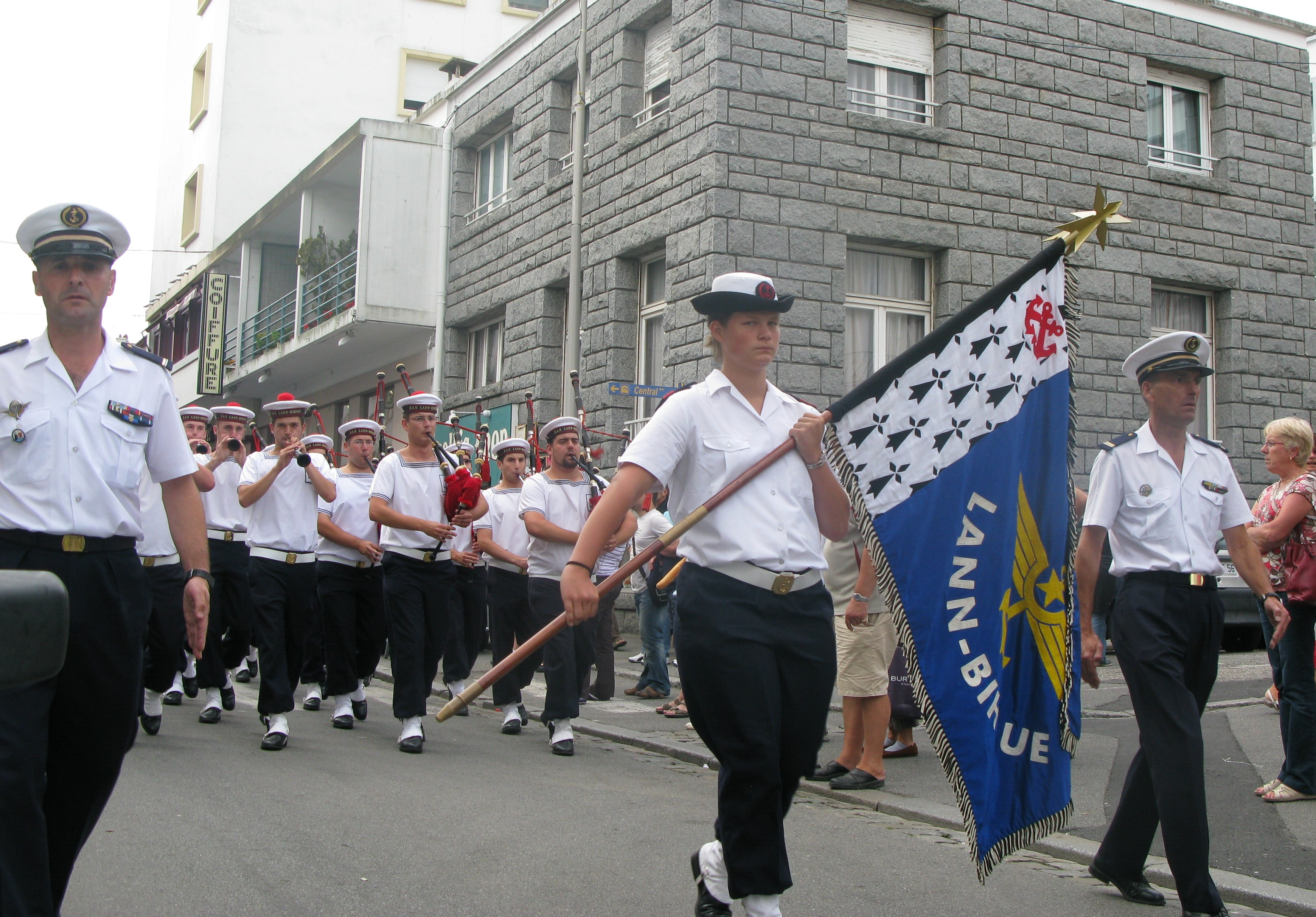
Le groupe lors du festival interceltique de Lorient en 2009.

Le bagad est composé de trente-deux personnes : un Penn-Bagad, que l'on peut apparenter à un régisseur général ; un officier marinier supérieur, chargé de la vie militaire du groupe ; trente sonneurs, répartis dans les trois pupitres : cornemuse (huit en 2012), bombarde (treize) et batterie (six), percussions (trois) ; enfin un porte-drapeau, jouant également d'un instrument (saxophone ou accordéon diatonique par exemple). À l'instar de toute formation militaire, un officier est responsable du groupe.
Avant l'arrivée des nouvelles recrues, le choix des différents chefs de pupitres et du penn sonneur est effectué : le répertoire du bagad, les morceaux écrits par quelques sonneurs sont proposés à l'ensemble du groupe par la commission musicale dirigé par le Penn Soner. L'année se divise en deux : la préparation et les sorties. Durant les premiers mois, le groupe travaille les 90 minutes du répertoire. De mars à mi-novembre, les sorties se font en moyenne tous les trois jours, avec un pic de juin à septembre. Le groupe se produit en moyenne une soixantaine de fois par an.
Concernant le budget de fonctionnement du groupe, la Marine nationale paie le salaire des musiciens, le reste est obtenu par autofinancement. Environ 250 000 € par an sont ainsi obtenus via les cachets, les ventes de disques et les produits dérivés. L'ensemble est géré par une association affiliée à la Fédération des clubs sportifs et artistiques du ministère de la Défense.

### Activités de représentation

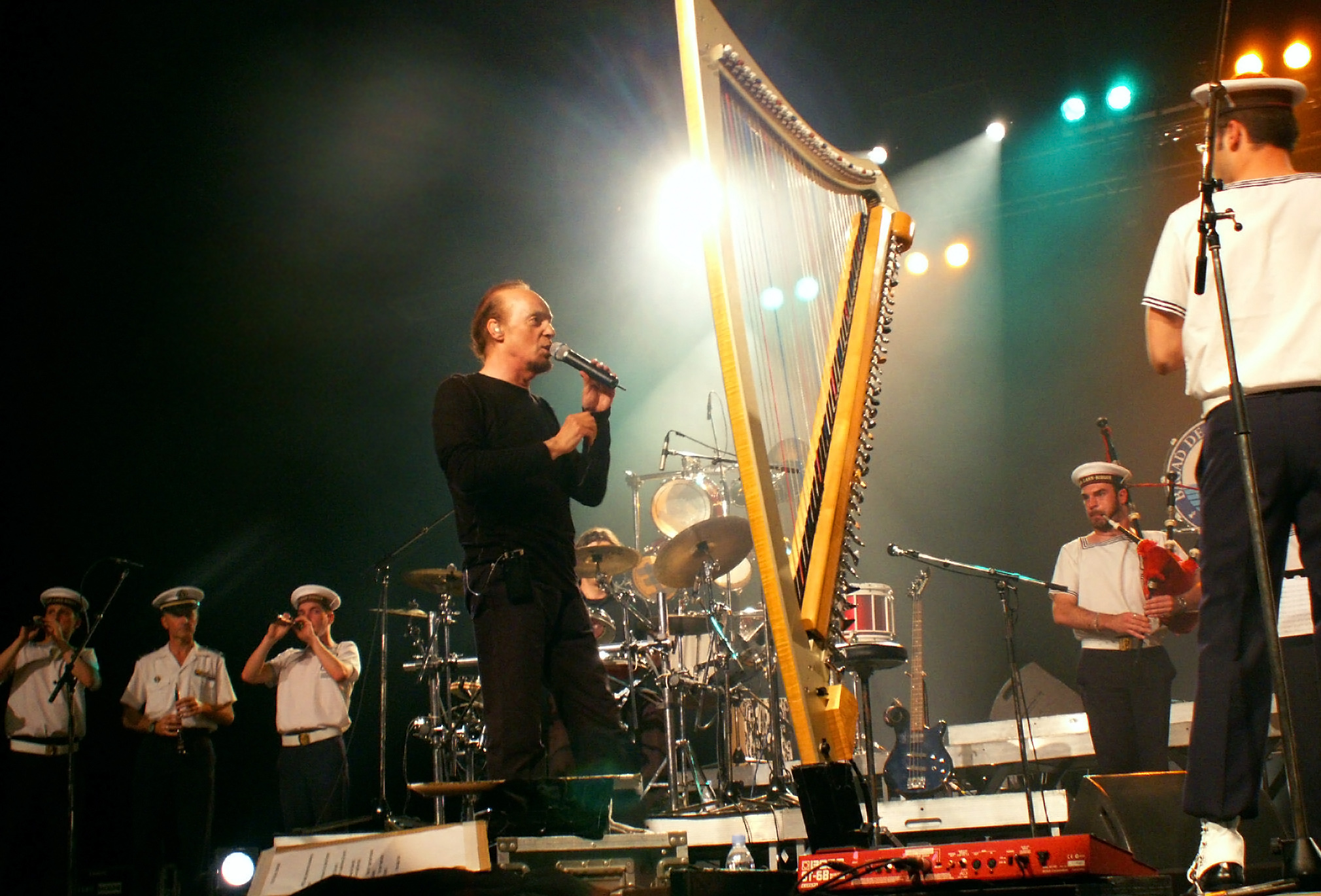
Le bagad accompagne Alan Stivell à Penfeld-Brest en 2007.

Le groupe est un outil de représentation de la Marine nationale et de la France, dans le territoire national comme à l'étranger. La première tournée internationale a lieu en 1957 aux États-Unis. Le groupe se produit par la suite devant des présidents français, comme le 15 juillet 1957 puis le 20 juillet à Saint-Pierre-et-Miquelon et le 23 juillet 1967, au Québec devant le général de Gaulle embarqué sur le croiseur Colbert. Le 8 février 1977 devant Valéry Giscard d'Estaing à Ploermel, en 1986 devant François Mitterrand pour le Noël de l’Élysée, devant Jacques Chirac pour l'inauguration de l'année de la France à Tokyo en 1998, devant Nicolas Sarkozy le  8 mai 2011 à Port-Louis, devant François Hollande le 14 juillet 2012 pour le défilé sur les Champs-Élysées, et devant Emmanuel Macron en ouvrant le défilé sur les Champs-Élysées du 14 juillet 2022.
Le groupe s'est aussi produit devant des dignitaires d'autres pays, comme la reine Élisabeth II en 2011, ou encore le pape Jean-Paul II en 1996 à la base de Lann-Bihoué. Il a accompagné des artistes sur scène comme Carlos Nuñez, Soldat Louis, Alan Stivell, Tri Yann, Celtic Woman.

### Historique des Penn Bagad

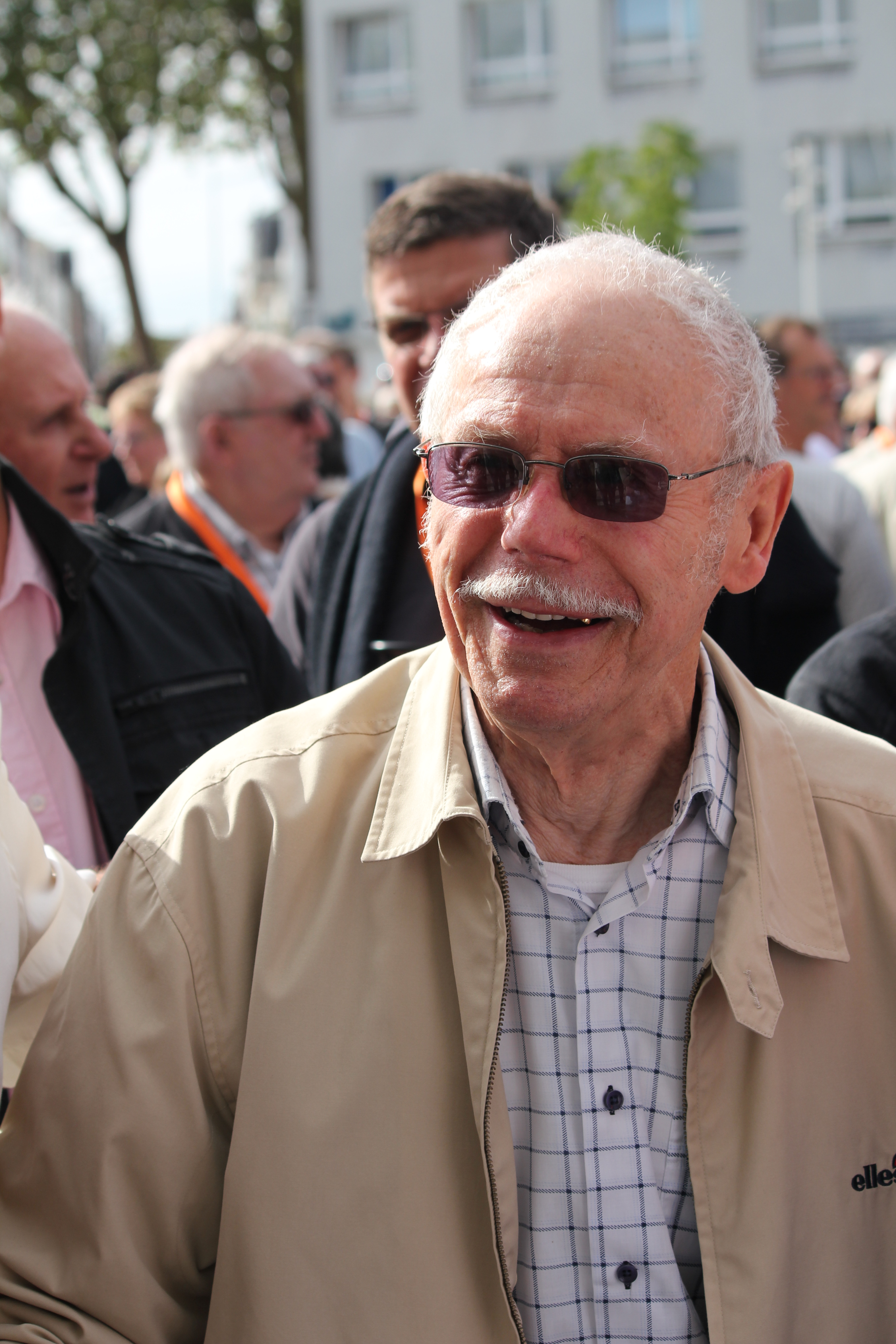
Marcel Faure, ici en 2012.

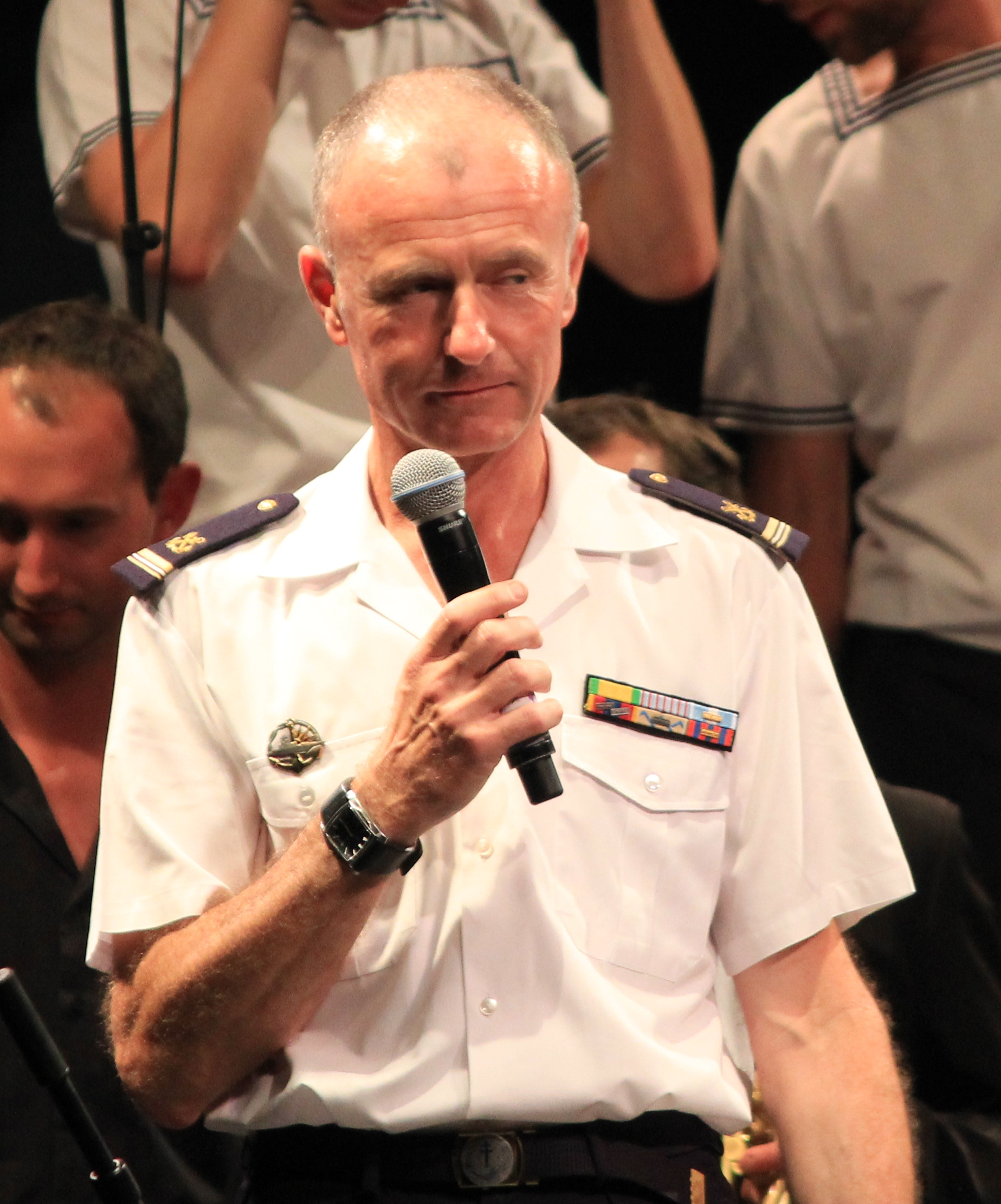
Philippe Renard lors du festival interceltique en 2012.

| Delcluze     | 1952-1953 | Lefloch           | 1982-1984 | Philippe Renard                 | 2005-2008                    |
| Roumegou     | 1953-1962 | Le Huede          | 1984-1985 | Jean-Marc Vandenberghe          | 2008-2010                    |
| Marcel Faure | 1962-1973 | Jean-Paul Peron   | 1985-1991 | Major Philippe Renard           | 11 janvier 2010-9 août 2018  |
| Claude       | 1973-1976 | Treondar          | 1991-1993 | Maitre principal Pascal Olivier | à partir du 9 août 2018-2022 |
| Pelan        | 1976-1978 | Legall            | 1993-1996 | Major Christine Gérard,         | à partir de 2022             |
| Plouet       | 1978-1980 | Jean-Paul Peron   | 1996-2001 |                                 |                              |
| Morice       | 1980-1982 | Michel Kermagoret | 2001-2005 |                                 |                              |

## Productions artistiques

### Discographie
Le Bagad de Lann-Bihoué est au début des années 2010 le bagad vendant le plus de disques.
- 1982 : 30e Anniversaire 1952-1982, éd. Keltia Musique
- 1986 : Me gav hir an amzer LP éd. Keltia Musique
- 1989 : Bagad de Lann-Bihoué, éd. Keltia Musique
- 1991 : Marches, danses et mélodies, éd. Coop Breizh
- 1992 : 40e Anniversaire 1952-1992, éd. Coop Breizh

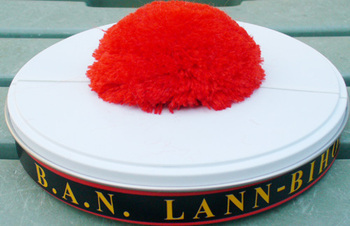
Boîte du CD des 55 ans.

- 1996 : Glann Glaz, éd. Coop Breizh
  - 1997 : participation à l'album Entre Terre et Mer  de l'artiste Bof, France 2 music, Polygram
- 1998 : Me gav hir an amzer, CD éd. Keltia Musique
- 2000 : Ar Mor divent, éd. Columbia Tristar, distr. Sony Music
- 2002 : Fromveur, éd. Sony Music
- 2005 : Kerbagad, ed. Coop Breizh / Label Production.
- 2007 : Bagad de Lann-Bihoué, éd. Keltia Musique
- 2007 : Bagad de Lann-Bihoué : 55 ans, éd. Coop Breizh / Label Production.
- 2009 : L'essentiel, éd. Wagram
- 2012 : Degemer Mat, éd. EMI

### Participations
- 1970 : Danses et mélodies, ed. ArFolk
- 2010 : Bretonne de Nolwenn Leroy
- 2017 : Breizh eo ma bro ! (interprète Le Bagad de Lann-Bihoué avec Boulevard des airs)

### Influences

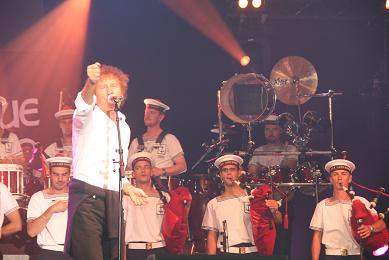
Alain Souchon et le Bagad de Lann-Bihoué.

En 1977, Alain Souchon écrit et enregistre une chanson intitulée Le Bagad de Lann-Bihoué dans laquelle le bagad ne joue pas. Il contacte quelques sonneurs de la diaspora bretonne à Paris et un mixage est réalisé afin de donner l'impression qu'un bagad entier joue. En 1989, dans l'émission « Champs Élysées » de Michel Drucker, Alain Souchon rencontre pour la première fois le Bagad de Lann-Bihoué et chante en direct avec lui. La chanson a depuis été reprise par Soldat Louis (dans l'album Bienvenue à bord en 1999 et dans diverses compilations) et Nolwenn Leroy dans Bretonne en 2010.
Un timbre à l’effigie du bagad est édité par La Poste en 2004 dans le cadre d'une série de timbres dédiés aux régions françaises.
Plusieurs anciens membres du groupe ont intégré d'autres bagadoù soit pour y jouer soit pour diriger ces ensembles, certains évoluant en 1re catégorie du championnat national des bagadoù,, et dans certains en s'investissant pour en créer, comme Alain Le Buhé, ancien de Lann-Bihoué et fondateur du Bagad Roñsed-Mor.

## Sources